# Sankt Nikolai Sogn (Holbæk Kommune)
Sankt Nikolai Sogn 

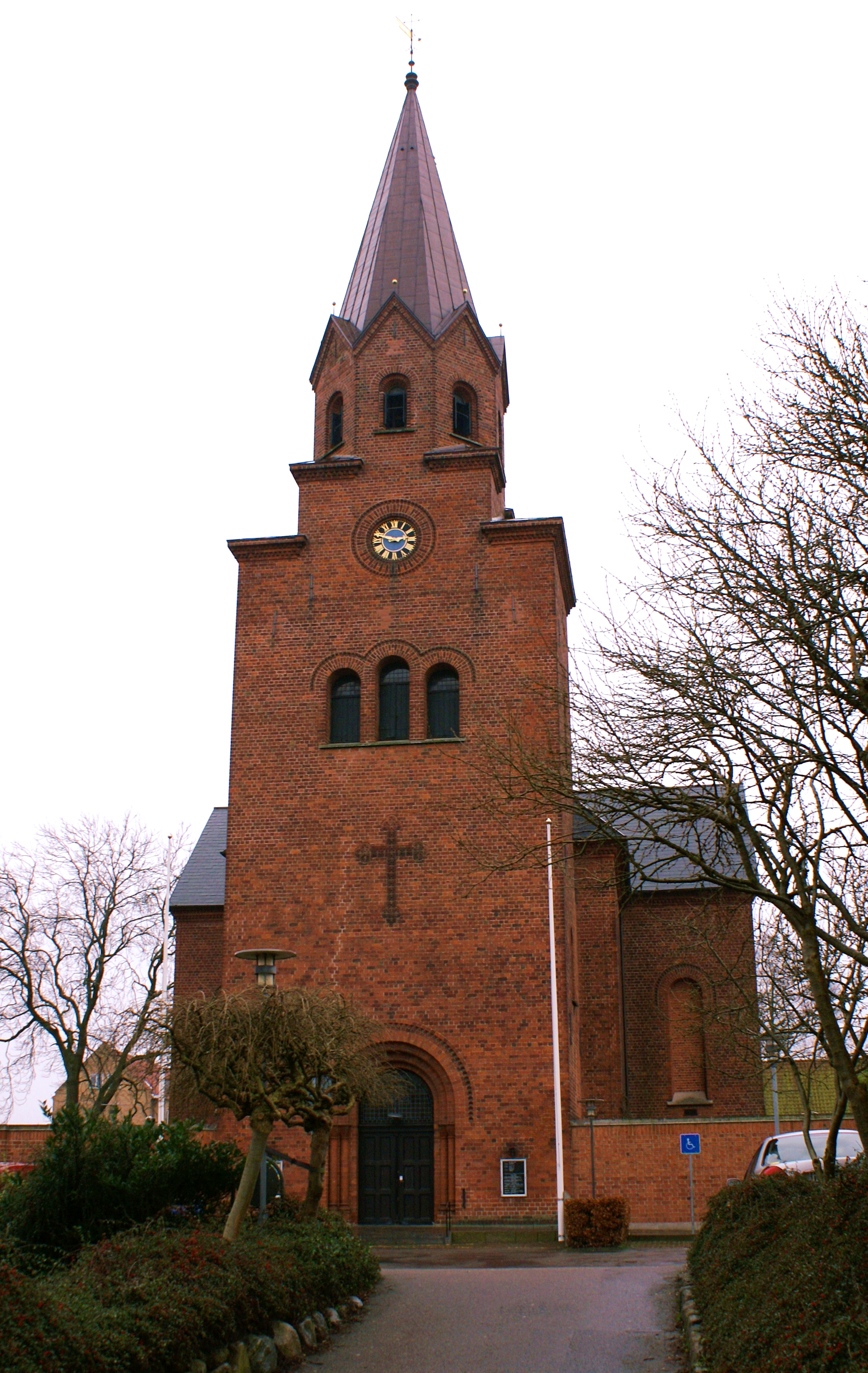
Sankt Nikolai Kirke

ist eine Kirchspielsgemeinde (dän.: Sogn) in der Stadt Holbæk
auf der Insel Sjælland im südlichen Dänemark.
Bis 1970 gehörte sie zur Harde Merløse Herred im damaligen Holbæk Amt, danach zur Holbæk Kommune im erweiterten Holbæk Amt, die im Zuge der  Kommunalreform zum 1. Januar 2007 in der „neuen“ Holbæk Kommune in der Region Sjælland aufgegangen ist.
Von den 29.960 Einwohnern von Holbæk leben 14.346 im Kirchspiel Sankt Nikolai (Stand: 1. Januar 2023).
Im Kirchspiel liegt die Kirche „Sankt Nikolai Kirke“.
Nachbargemeinden sind im Westen Tveje Merløse Sogn, im Südwesten und im Osten Grandløse Sogn, das durch Sankt Nikolai Sogn und das südlich angrenzende Ågerup Sogn in zwei Teile geteilt wird.